# Tipula macrotrichiata
Tipula macrotrichiata är en tvåvingeart som först beskrevs av Alexander 1923.  Tipula macrotrichiata ingår i släktet Tipula och familjen storharkrankar. Inga underarter finns listade i Catalogue of Life.